# Pedalino
Pedalino is een plaats (frazione) in de Italiaanse gemeente Comiso.